# Zhengzhou Open
El Zhengzhou Open, és un torneig de tennis professional que es disputa anualment sobre pista dura al Zhongyuan Tennis Training Base Management Center de Zhengzhou, Xina. Pertany als Premier Tournaments del circuit WTA femení.
El torneig es va crear l'any 2014 en l'emplaçament actual però dins el circuit ITF. En el 2017 va augmentar de categoria entrant al circuit WTA 125K, i en el 2019 va escalar fins a la categoria actual de Premier en substitució del torneig de New Haven, tot i que enlloc de disputar-se abans del US Open es va moure a la setmana següent.

## Palmarès

### Individual femení
| Any         | Campiona                                          | Finalista                                         | Resultat                                          |
| ----------- | ------------------------------------------------- | ------------------------------------------------- | ------------------------------------------------- |
| WTA 500     |                                                   |                                                   |                                                   |
| 2023        | Zheng Qinwen                                      | Barbora Krejčíková                                | 2−6, 6−2, 6−4                                     |
| 2022        | Torneig suspès a causa de la pandèmia de COVID-19 | Torneig suspès a causa de la pandèmia de COVID-19 | Torneig suspès a causa de la pandèmia de COVID-19 |
| 2021        | Torneig suspès a causa de la pandèmia de COVID-19 | Torneig suspès a causa de la pandèmia de COVID-19 | Torneig suspès a causa de la pandèmia de COVID-19 |
| WTA Premier |                                                   |                                                   |                                                   |
| 2020        | Torneig suspès a causa de la pandèmia de COVID-19 | Torneig suspès a causa de la pandèmia de COVID-19 | Torneig suspès a causa de la pandèmia de COVID-19 |
| 2019        | Karolína Plísková                                 | Petra Martić                                      | 6−3, 6−2                                          |
| WTA 125K    |                                                   |                                                   |                                                   |
| 2018        | Zheng Saisai                                      | Wang Yafan                                        | 5−7, 6−2, 6−1                                     |
| 2017        | Wang Qiang                                        | Peng Shuai                                        | 3−6, 7−6(3), 1−1, retirada                        |
| Circuit ITF |                                                   |                                                   |                                                   |
| 2016        | Anastasia Pivovarova                              | Lu Jingjing                                       | 6−4, 6−4                                          |
| 2015        | Wang Yafan                                        | Duan Yingying                                     | 6−4, 6−4                                          |
| 2014        | Zhang Kailin                                      | Xu Yifan                                          | 7−5, 6−4                                          |

### Dobles femenins
| Any         | Campiones                                         | Finalistes                                        | Resultat                                          |
| ----------- | ------------------------------------------------- | ------------------------------------------------- | ------------------------------------------------- |
| WTA 500     |                                                   |                                                   |                                                   |
| 2023        | Gabriela Dabrowski Erin Routliffe                 | Shuko Aoyama Ena Shibahara                        | 6−2, 6−4                                          |
| 2022        | Torneig suspès a causa de la pandèmia de COVID-19 | Torneig suspès a causa de la pandèmia de COVID-19 | Torneig suspès a causa de la pandèmia de COVID-19 |
| 2021        | Torneig suspès a causa de la pandèmia de COVID-19 | Torneig suspès a causa de la pandèmia de COVID-19 | Torneig suspès a causa de la pandèmia de COVID-19 |
| WTA Premier |                                                   |                                                   |                                                   |
| 2020        | Torneig suspès a causa de la pandèmia de COVID-19 | Torneig suspès a causa de la pandèmia de COVID-19 | Torneig suspès a causa de la pandèmia de COVID-19 |
| 2019        | Nicole Melichar Květa Peschke                     | Yanina Wickmayer Tamara Zidanšek                  | 6−1, 7−6(2)                                       |
| WTA 125K    |                                                   |                                                   |                                                   |
| 2018        | Duan Yingying Wang Yafan                          | Naomi Broady Yanina Wickmayer                     | 7−6(5), 6−3                                       |
| 2017        | Han Xinyun Zhu Lin                                | Jacqueline Cako Julia Glushko                     | 7−5, 6−1                                          |
| Circuit ITF |                                                   |                                                   |                                                   |
| 2016        | Xun Fangying You Xiaodi                           | Akgul Amanmuradova Michaela Hončová               | 1−6, 6−2, [10−7]                                  |
| 2015        | Han Na-lae Jang Su-jeong                          | Liu Chang Zhang Ling                              | 6−0, 6−3                                          |
| 2014        | Chan Chin-wei Liang Chen                          | Han Xinyun Zhang Kailin                           | 6−3, 6−3                                          |